# Ptinus tectus
Ptinus tectus é uma espécie de insetos coleópteros polífagos pertencente à família Anobiidae.
A autoridade científica da espécie é Boieldieu, tendo sido descrita no ano de 1856.
Trata-se de uma espécie presente no território português.